# Poudenx
Poudenx település Franciaországban, Landes megyében. Lakosainak száma 219 fő (2022. január 1.). Poudenx Argelos, Bassercles, Castelner, Lacrabe, Morganx és Peyre községekkel határos.

## Népesség
A település népességének változása:
| Lakosok száma | 239  | 196  | 191  | 198  | 232  | 228  | 225  | 222  | 220  | 219  |
|               | 1968 | 1982 | 1990 | 2006 | 2013 | 2015 | 2017 | 2019 | 2020 | 2022 |